# The Forest (film, 2016)
Pour les articles homonymes, voir The Forest.
Pour plus de détails, voir Fiche technique et Distribution.
The Forest ou La forêt, au Québec, est un film d'horreur américain réalisé par Jason Zada, sorti en 2016.

## Résumé
La majorité de l'histoire se déroule dans et autour de la forêt d'Aokigahara, au nord-ouest du mont Fuji au Japon connue comme une destination populaire pour le suicide.
Sara Price (Natalie Dormer), une jeune femme américaine, reçoit un appel téléphonique de la police japonaise lui disant qu'ils pensent que sa sœur jumelle Jess (Dormer dans un double rôle) est morte, après que quelqu'un l'a vue entrer dans la forêt d'Aokigahara. Malgré les préoccupations de son fiancé Rob (Eoin Macken), elle part pour le Japon et arrive à l'hôtel où séjournait sa sœur.

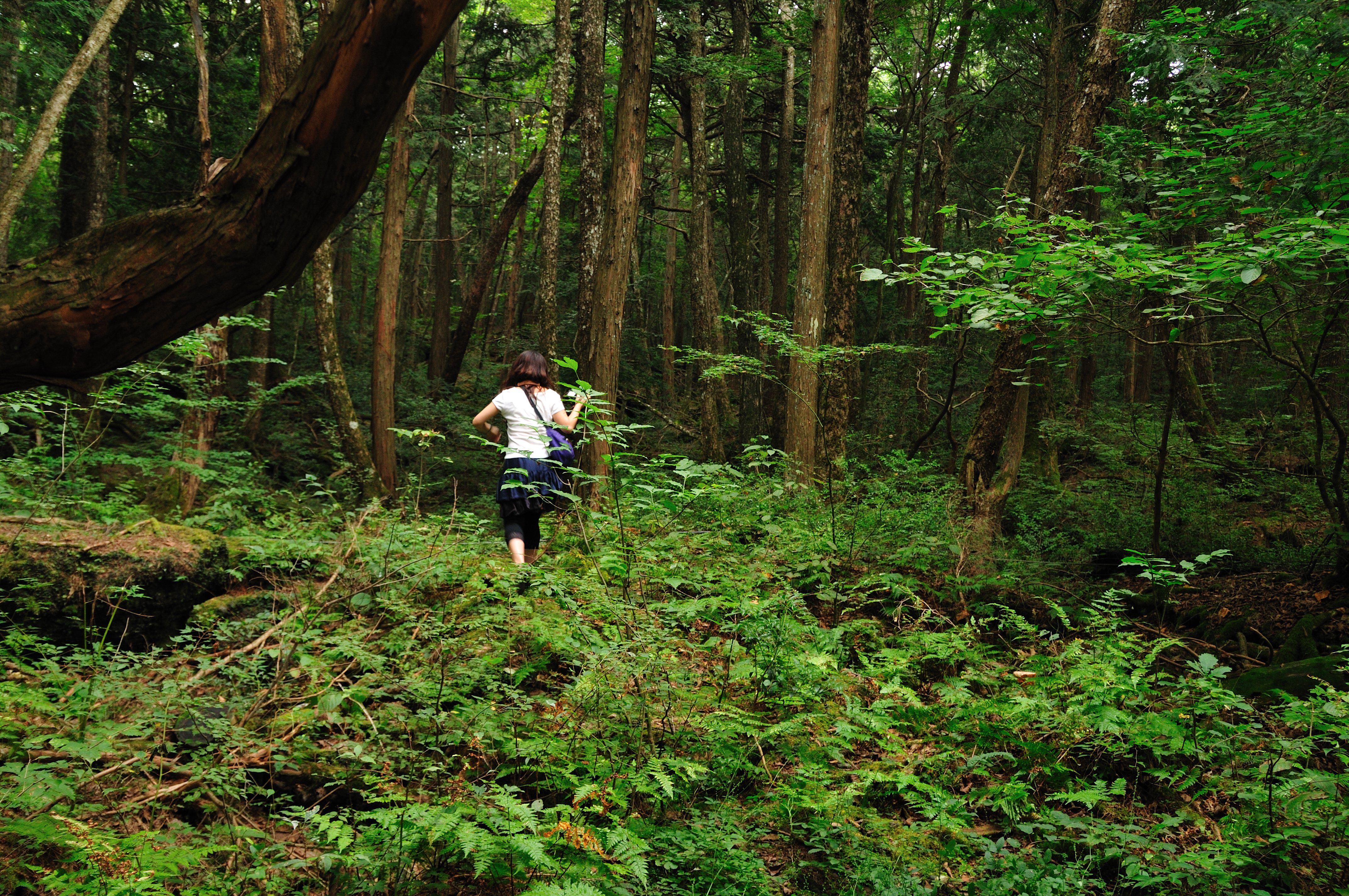
En pleine forêt d'Aokigahara

Sara y rencontre un reporter australien, Aiden (Taylor Kinney). Ils boivent ensemble et elle raconte au journaliste que ses parents sont morts dans un accident de la route avec délit de fuite. C'est, en réalité, son père qui s'est suicidé après avoir tué sa femme par balle. Seule la sœur de Sara fut témoin de la scène. Aiden l'invite à aller dans la forêt avec lui et un gardien du parc, Michi (Yukiyoshi Ozawa), afin qu'elle puisse y retrouver Jess. Les trois entrent. Michi raconte à Sara que Jess s'est probablement suicidée. Au fond des bois, le groupe découvre une tente jaune qui appartient à la disparue. La nuit approche, Michi leur suggère de laisser une note pour Jess et de partir. Sara refuse et Aiden est volontaire pour rester avec elle jusqu'au lendemain.
Cette nuit-là, Sara entend un bruit dans les bois et croit que c'est Jess, elle s'y précipite à l'aveugle. Sara trouve une jeune fille japonaise, Hoshiko (Rina Takasaki), qui prétend connaître Jess. La jeune fille prévient Sara de ne pas faire confiance à Aiden et fuit en entendant le son de sa voix. Sara tente de courir après elle, mais tombe et la perd.
Le lendemain, Sara et Aiden se perdent et commencent à marcher autour de la forêt. Au fur et à mesure, les soupçons de Sara augmentent et elle exige d'Aiden qu'il lui donne son téléphone. Elle y voit une photo de Jess. Aiden nie toute implication, mais Sara fuit seule dans la forêt. Michi découvre la tente abandonnée et organise une battue. Aiden emmène Sara dans un ancien poste de garde qu'il avait découvert lors de sa recherche. À l'intérieur, Sara entend la voix de sa sœur et trouve une note qui implique qu'Aiden tient Jess dans le sous-sol. Sara attaque et tue Aiden au couteau.
Dans le sous-sol du poste de garde, Sara a une vision de la nuit où ses parents sont morts. Elle voit la scène du point de vue de Jess. Le fantôme de son père se précipite vers elle et elle lui tranche les doigts. Elle court dans la forêt, elle voit Jess courir vers la lumière du groupe de recherches. Sara appelle sa sœur, mais Jess est incapable de l'entendre. Elle se rend compte que son évasion de la station de garde forestier n'était qu'une hallucination et quand elle a coupé les doigts de son père pour s'en libérer, elle s'est, en réalité, coupé les veines du poignet. Elle meurt de ses blessures, un yūrei la tire dans le sol de la forêt. Sa sœur est sauvée par le groupe de recherches et l'esprit de Sara est maintenant pris au piège dans la forêt.

## Fiche technique
Sauf indication contraire, les informations mentionnées dans cette section peuvent être confirmées par la base de données cinématographiques IMDb,  présente dans la section « Liens externes ».
- Titre original : The Forest
- Titre québécois : La Forêt[1]
- Réalisation : Jason Zada
- Scénario : Nick Antosca, Sara Cornwell et Ben Ketai
- Musique : Bear McCreary
- Direction artistique : Jasna Dragovic	et Kikuo Ohta
- Décors : Kevin Phipps
- Costumes : Bojana Nikitovic
- Photographie : Mattias Troelstrup
- Montage : Jim Flynn
- Production : David S. Goyer, David Linde et Tory Metzger
- Coproduction : James Ward Byrkit, Nick McCandless et Jennifer Semler
- Production déléguée : Lawrence Bender, Len Blavatnik, Aviv Giladi et Andrew Pfeffer
- Sociétés de production : Lava Bear Films et Phantom Four Films[2] ; AI-Film (coproduction)
- Société de distribution : Gramercy Pictures
- Pays de production :  États-Unis
- Langue originale : anglais, japonais
- Format : couleur
- Genre : horreur
- Durée : 93 minutes
- Date de sortie[3] :
  - États-Unis, Québec : 8 janvier 2016
  - Belgique : 2 mars 2016
  - France : 26 avril 2016 (VàD)

## Distribution
- Natalie Dormer (VF : Sandra Valentin ; VQ : Véronique Marchand) : Sara et Jess Price
- Taylor Kinney (VF : Thomas Roditi ; VQ : Martin Watier) : Aiden
- Yukiyoshi Ozawa (en) (VF : Antoine Schoumsky ; VQ : Patrick Chouinard) : Michi
- Eoin Macken (VF : Anatole de Bodinat ; VQ : Jean-François Beaupré) : Rob
- Stephanie Vogt : Valerie
- Rina Takasaki : Hoshiko
- Noriko Sakura (VF : Marine Tuja) : Mayumi
- Yûho Yamashita (VF : Adeline Forlani ; VQ : Annie Girard) : Sakura
- James Owen : Peter

 Source et légende : version française (VF) sur RS Doublage; version québécoise (VQ) sur Doublage.qc.ca

## Production

### Genèse et développement
Le producteur David S. Goyer a eu cette idée après avoir consulté un article sur Aokigahara de Wikipédia, et, avec surprise, aucun film d'horreur n'aborde ce sujet : il trouve une description approximative, particulièrement à la forêt du suicide, grâce aux informations et au documentaire de Vice sur internet.
En mai 2014, Focus Features acquiert les droits de distribution nationaux du film. En mai 2015, celle-ci relance leur label Gramercy Pictures pour les genres d'action, d'horreur et de la science-fiction, dont le film est l'une de ses sorties.

### Attribution des rôles
En octobre 2014, on apprend que Natalie Dormer est choisie pour un rôle principal, et, en avril 2015, Taylor Kinney la rejoint.

### Tournage
Le tournage démarre le 17 mai 2015, à Tokyo, au Japon. Aucune autorisation n'est délivrée à l'équipe du film concernant un tournage dans la forêt d'Aokigahara, les scènes majeures du film ont donc été tournées dans la montagne de Tara en Serbie. Le mauvais temps y a ralenti le tournage, et quelques scènes ont été tournées dans une vieille entreprise.
Il a également lieu dans les PFI Studios à Belgrade pour les scènes intérieures, ainsi qu'à l'aéroport international de Narita, au restaurant japonais dans le quartier d'Asakusa et à l'école élémentaire de Taimei à Tokyo.